# Marie Menken
Marie Menken, rodným jménem Marie Menkevicius, (25. května 1909 – 29. prosince 1970) byla americká experimentální filmařka litevského původu. Původně se věnovala malířství. Od roku 1937 byl jejím manželem experimentální filmař Willard Maas. Ve čtyřicátých letech byli členy avantgardní umělecké skupiny Gryphon. Svůj první film Visual Variations on Noguchi natočila v roce 1945. Kromě vlastních filmů vystupovala ve filmech The Life of Juanita Castro (1965), Prison (1965) a Chelsea Girls (1966) od Andyho Warhola. V roce 2006 o ní Martina Kudláček natočila dokumentární film Notes on Marie Menken.

## Filmografie (nekompletní)
- Visual Variations on Noguchi (1945)
- Hurry! Hurry! (1957)
- Zenscapes (1957)
- Glimpse of the Garden (1957)
- Dwightiana (1957)
- The Gravediggers from Guadix (1960)
- Eye Music in Red Major (1961)
- Arabesque for Kenneth Anger (1961)
- Drips in Strips (1961)
- Notebook (1962)
- Moonplay (1962)
- Wrestling (1964)
- Mood Mondrian (1965)
- Andy Warhol (1965)
- Go Go Go (1964)
- Lights (1966)
- Sidewalks (1966)
- Watts with Eggs (1967)
- Excursion (1968)
- Women in Touch (1970)